# Cordylomera parva
Cordylomera parva là một loài bọ cánh cứng trong họ Cerambycidae.